# John Frederic Daniell
John Frederic Daniell (12. března 1790 Londýn – 13. března 1845 Londýn) byl anglický chemik, fyzik, vynálezce a meteorolog. V roce 1831 se stal prvním profesorem chemie na nově založené King's College London a v roce 1835 byl jmenován profesorem ve vojenském semináři Východoindické společnosti v Addiscombe v Surrey. Proslavil se jako vynálezce daniellova článku, který byl mnohem efektivnější než starší galvanický článek. Vynalezl také vlhkoměr rosného bodu a registrační pyrometr. V roce 1830 postavil v sále Královské společnosti vodní barometr, s nímž provedl velké množství pozorování. Vynalezl také způsob výroby osvětlovacího plynu z terpentýnu a pryskyřice, tato metoda se po nějakou dobu používala v systému veřejného osvětlení v New Yorku. Ovlivnil také zahradnictví svými postupy, jak pěstovat tropické rostliny ve sklenících. Je po něm pojmenován měsíční kráter Daniell.